# Trémouille-Saint-Loup
Trémouille-Saint-Loup é uma comuna francesa na região administrativa de Auvérnia-Ródano-Alpes, no departamento Puy-de-Dôme. Estende-se por uma área de 11,86 km². Em 2010 a comuna tinha 153 habitantes (densidade: 12,9 hab./km²).